# Setodes excisus
Setodes excisus är en nattsländeart som beskrevs av Douglas E. Kimmins 1956. Setodes excisus ingår i släktet Setodes och familjen långhornssländor. Inga underarter finns listade i Catalogue of Life.